# Midwest hip hop
Il Midwest hip hop (o Midwest rap) è un genere musicale che ha avuto origine negli stati del Midwest degli Stati Uniti d'America e del Canada, in un'area che include Minneapolis, Cleveland, Winnipeg, Toronto, Chicago e Detroit. Presenta somiglianze con il g-funk ed alcune varianti del East Coast hip hop a causa della vicinanza stilistica con gli stati orientali, e per il fatto che i maggiori artisti di Midwest hip hop fanno parte di etichette discografiche della East Coast.

## Caratteristiche
Il suono del Midwest è definito musicalmente dai suoi suoni gravi, bassi elettrici, percussioni, elettronica, funk, altre influenze folk, etniche, la prevalenza di pesanti campionamenti, strumentazione dal vivo e una certa complessità. La scena è influenzata dal East Coast hip hop, dalla musica popolaresca locale e del sud degli Stati Uniti d'America, sebbene non siano rare influenze anche da culture esterne.
Ritmicamente, il genere è dominato da gruppi armonici ed è rappato velocemente.
Riguardo all'aspetto lirico, il Midwest hip hop è dominato dall'arte concettuale. Concetti generali sono poi divisi in "spaccature" secondarie nell'album, che permettono all'artista di esplorare ed esternare molti concetti in uno stesso lavoro.
Gli artisti del Midwest hip hop hanno la tendenza ad inserire componenti politiche e sociali, ma non separatamente dal loro stile generale, piuttosto inseriti nel contesto della vita di tutti i giorni, come in Crack Music, o come i temi più volte ripresi da John Smith nel suo Pinky's Landuramat.
Il Midwest hip hop è influenzato ed ispirato dalla sua posizione centrale nel subcontinente nordamericano. La diversità etnica della regione, il senso di unità delle classi sociali lavoratrici e la prevalenza di ferrovie e vie di comunicazione, i graffiti arrivati via treno a Chicago, Detroit e Winnipeg. Tutto questo ha portato alla creazione di uno stile sinergico.
Esponenti del genere, nel periodo della sua più alta popolarità negli anni novanta, sono stati Bone Thugs-n-Harmony, Twista, Do or Die e Tech N9ne.

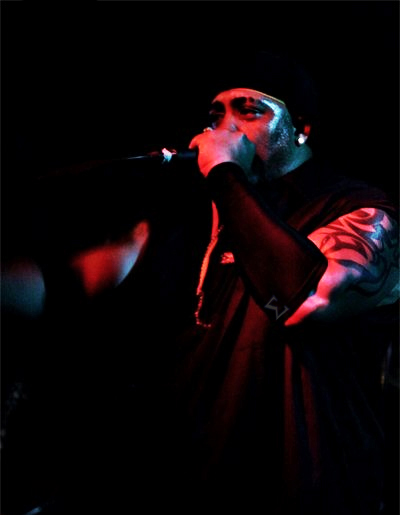
Il cantante Emcee N.I.C.E. in concerto
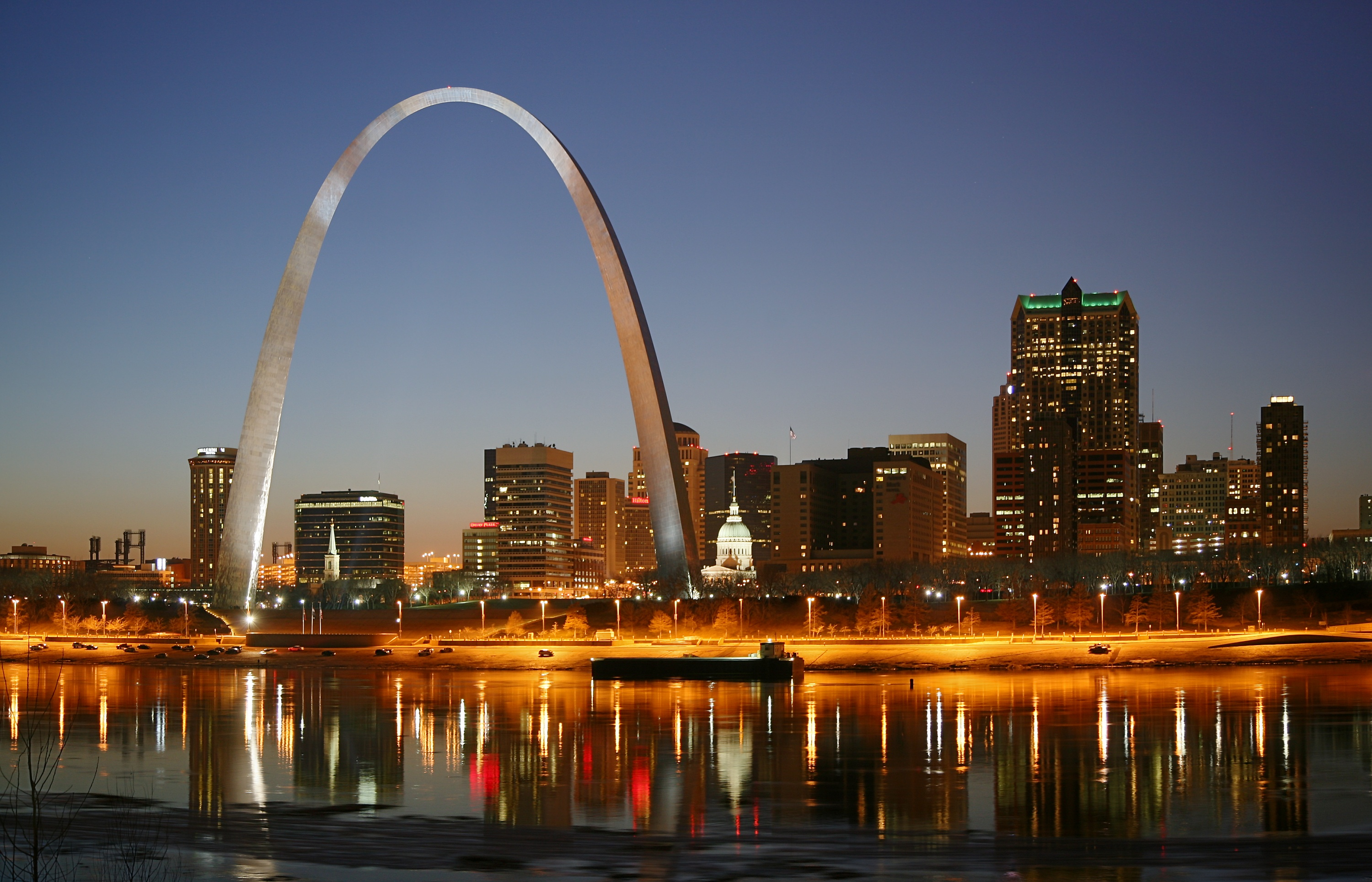
Saint Louis di notte: "Arco della porta"
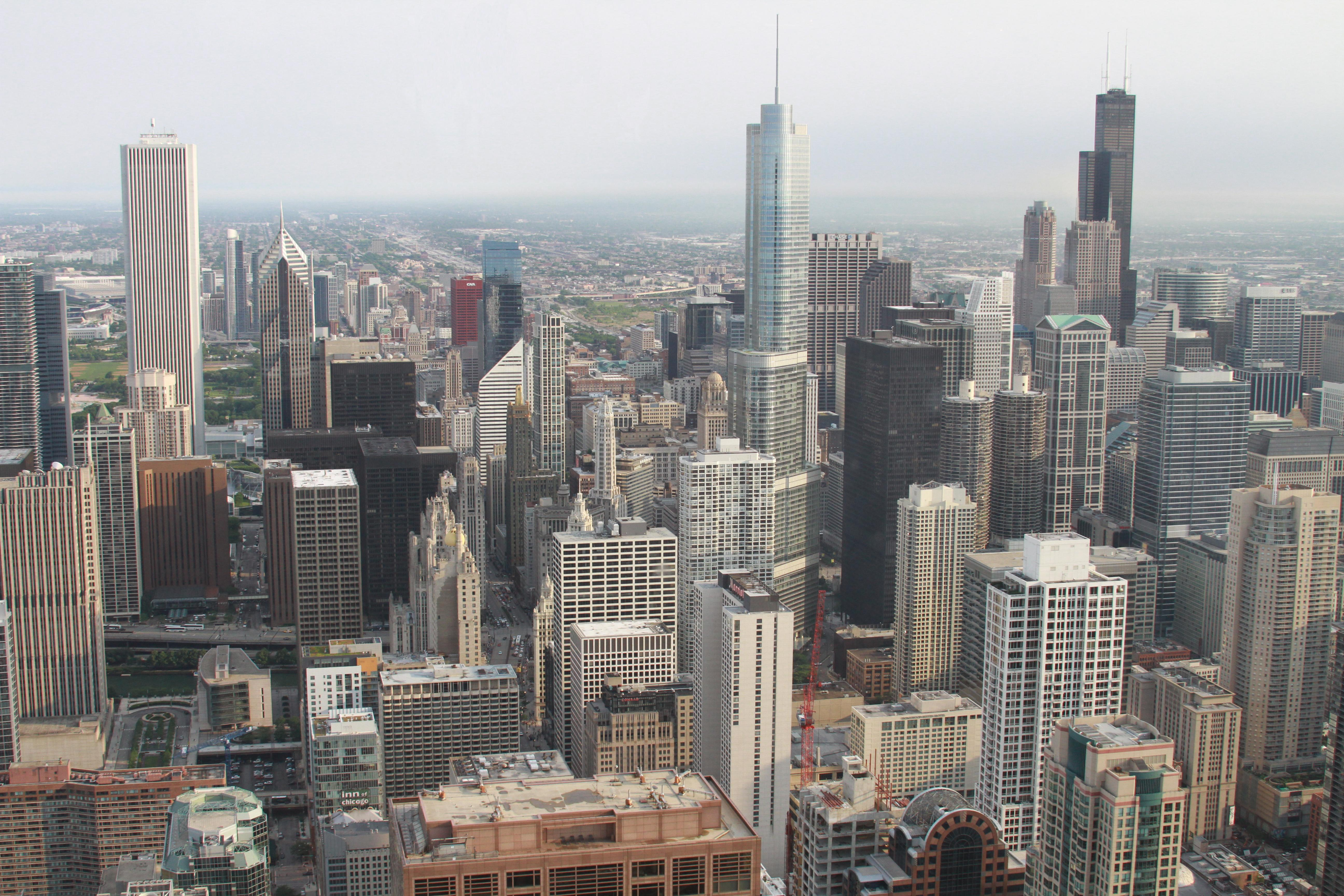
Vista aerea di Chicago